# Campionato europeo di hockey su ghiaccio Under-18
Il Campionato europeo di hockey su ghiaccio Under-18 si svolse in forma ufficiale dal 1968 al 1998, mentre una prima edizione non riconosciuta fu disputata già nel 1967. Il torneo fu riservato alle rappresentative Under-19 nel periodo 1968-1976. Nel 1977 la IIHF creò il Campionato mondiale di hockey su ghiaccio Under-20, e il campionato U19 diventò riservato agli Under-18. Nel corso delle trentuno edizioni disputate le nazionali russa, cecoslovacca, svedese e finlandese conquistarono tutte le medaglie disponibili tranne due.
Il campionato U18 nel 1999 fu abolito per lasciare il posto al nuovo Campionato mondiale di hockey su ghiaccio Under-18, organizzato dalla IIHF, nel quale furono inserite le migliori rappresentative europee insieme a quelle nordamericane. Fino al 2000 si disputarono due divisioni europee, così come già fatto in Asia e Oceania, per accedere con promozioni e retrocessioni al Gruppo B.

## Albo d'oro

### U19
| Anno                 | Oro              | Argento          | Bronzo         | Sede                      | Nazione ospitante |
| -------------------- | ---------------- | ---------------- | -------------- | ------------------------- | ----------------- |
| 1967 (non ufficiale) | Unione Sovietica | Finlandia        | Svezia         | Jaroslavl'                | Unione Sovietica  |
| 1968                 | Cecoslovacchia   | Unione Sovietica | Svezia         | Tampere                   | Finlandia         |
| 1969                 | Unione Sovietica | Svezia           | Cecoslovacchia | Garmisch-Partenkirchen    | Germania Ovest    |
| 1970                 | Unione Sovietica | Cecoslovacchia   | Svezia         | Ginevra                   | Svizzera          |
| 1971                 | Unione Sovietica | Svezia           | Cecoslovacchia | Prešov                    | Cecoslovacchia    |
| 1972                 | Svezia           | Unione Sovietica | Cecoslovacchia | Boden, Luleå e Skellefteå | Svezia            |
| 1973                 | Unione Sovietica | Svezia           | Cecoslovacchia | Leningrado                | Unione Sovietica  |
| 1974                 | Cecoslovacchia   | Unione Sovietica | Finlandia      | Herisau                   | Svizzera          |
| 1975                 | Unione Sovietica | Cecoslovacchia   | Svezia         | Grenoble                  | Francia           |
| 1976                 | Unione Sovietica | Svezia           | Finlandia      | Kopřivnice e Ostrava      | Cecoslovacchia    |

### U18
| Anno | Oro              | Argento          | Bronzo           | Sede                                    | Nazione ospitante |
| ---- | ---------------- | ---------------- | ---------------- | --------------------------------------- | ----------------- |
| 1977 | Svezia           | Cecoslovacchia   | Unione Sovietica | Bremerhaven                             | Germania Ovest    |
| 1978 | Finlandia        | Unione Sovietica | Svezia           | Helsinki e Vantaa                       | Finlandia         |
| 1979 | Cecoslovacchia   | Finlandia        | Unione Sovietica | Tychy e Katowice                        | Polonia           |
| 1980 | Unione Sovietica | Cecoslovacchia   | Svezia           | Hradec Králové                          | Cecoslovacchia    |
| 1981 | Unione Sovietica | Cecoslovacchia   | Svezia           | Minsk                                   | Unione Sovietica  |
| 1982 | Svezia           | Cecoslovacchia   | Unione Sovietica | Ängelholm e Tyringe                     | Svezia            |
| 1983 | Unione Sovietica | Finlandia        | Cecoslovacchia   | Oslo                                    | Norvegia          |
| 1984 | Unione Sovietica | Cecoslovacchia   | Svezia           | Rosenheim, Garmisch, Füssen e Bad Tölz  | Germania Ovest    |
| 1985 | Svezia           | Unione Sovietica | Cecoslovacchia   | Anglet                                  | Francia           |
| 1986 | Finlandia        | Svezia           | Cecoslovacchia   | Düsseldorf, Ratingen e Krefeld          | Germania Ovest    |
| 1987 | Svezia           | Cecoslovacchia   | Unione Sovietica | Tampere                                 | Finlandia         |
| 1988 | Cecoslovacchia   | Finlandia        | Unione Sovietica | Olomouc, Přerov, Frýdek-Místek e Vsetín | Cecoslovacchia    |
| 1989 | Unione Sovietica | Cecoslovacchia   | Finlandia        | Kiev                                    | Unione Sovietica  |
| 1990 | Svezia           | Unione Sovietica | Cecoslovacchia   | Örnsköldsvik e Sollefteå                | Svezia            |
| 1991 | Cecoslovacchia   | Unione Sovietica | Finlandia        | Spišská Nová Ves e Prešov               | Cecoslovacchia    |
| 1992 | Cecoslovacchia   | Svezia           | Russia           | Lillehammer e Hamar                     | Norvegia          |
| 1993 | Svezia           | Russia           | Rep. Ceca        | Nowy Targ e Oświęcim                    | Polonia           |
| 1994 | Svezia           | Russia           | Rep. Ceca        | Jyväskylä                               | Finlandia         |
| 1995 | Finlandia        | Germania         | Svezia           | Berlino                                 | Germania          |
| 1996 | Russia           | Finlandia        | Svezia           | Ufa                                     | Russia            |
| 1997 | Finlandia        | Svezia           | Svizzera         | Znojmo e Třebíč                         | Rep. Ceca         |
| 1998 | Svezia           | Finlandia        | Russia           | Malung e Mora                           | Svezia            |

## Medagliere
| Nazionale                | Oro     | Argento | Bronzo | Medaglie |
| ------------------------ | ------- | ------- | ------ | -------- |
| Russia Unione Sovietica  | 1 11 12 | 2 7 9   | 2 5 7  | 5 23 28  |
| Svezia                   | 10      | 7       | 9      | 26       |
| Rep. Ceca Cecoslovacchia | 0 5     | 0 9     | 2 8 10 | 2 22 24  |
| Finlandia                | 4       | 5       | 4      | 13       |
| Germania                 | 0       | 1       | 0      | 1        |
| Svizzera                 | 0       | 0       | 1      | 1        |

## Divisione Europa (Qualificazioni al Gruppo B)
| Anno | Oro        | Argento  | Bronzo   | Sede     | Nazione ospitante |
| ---- | ---------- | -------- | -------- | -------- | ----------------- |
| 1999 | Lettonia   | Slovenia | Lituania | Bucarest | Romania           |
| 2000 | Kazakistan | Estonia  | Slovenia | Maribor  | Slovenia          |